# Керимов, Али Габиб оглы
Али Габиб оглы Керимов (азерб. Əli Həbib oğlu Kərimov; 20 сентября 1919, Баку — 4 июня 2000, Баку) — советский государственный и политический деятель. Министр внутренних дел Азербайджанской ССР (1956—1960).

## Биография
Родился в 1919 году в Баку. С 1938 года — на хозяйственной, общественной и политической работе. В 1938 году — студент 3 курса нефтепромыслового факультета Азербайджанского индустриального института. Контрольный мастер Отдела технического контроля.
Член ВКП(б) с 1943 года. Первый секретарь райкома[где?] комсомола Бакинского[какого?] комитета комсомола.
Первый секретарь ЦК ЛКСМ Азербайджана. С 1952 года на ответственной работе в ЦК КП Азербайджана.
Министр внутренних дел Азербайджанской ССР (13 августа 1956 — 4 февраля 1960).
Заместитель председателя Совета Министров Азербайджанской ССР.
Секретарь ЦК КП Азербайджанской ССР.
Председатель Комитета народного контроля Азербайджанской ССР.
Первый секретарь Бакинского городского комитета КП Азербайджана.
Председатель Госкомтруда Азербайджанской ССР.
Избирался депутатом Верховного Совета СССР 3, 5, 8, 9, 10 созывов, Верховного Совета Азербайджанской ССР 11-го созыва.